# József Szauder
József Szauder (n. 26 februarie 1917, Budapesta, Austro-Ungaria – d. 6 august 1975, Budapesta, Republica Populară Ungară) a fost un istoric literar și eseist maghiar, membru corespondent al Academiei Maghiare de Științe.
Principalele sale domenii de cercetare au fost istoria literaturii maghiare din perioada iluminismului și din epoca reformelor, poezia maghiară modernă, literatura italiană din secolele al XIII-lea - al XVIII-lea și formarea și dezvoltarea criticii literare maghiare.

## Biografie
A fost fiul lui József Szauder (1891-1972), comerciant de materiale de construcții și antreprenor minier, și al Idei Rojkó (1891-1974). A urmat studii de filologie maghiară și filologie italiană la universitățile din Budapesta și Roma. În 1941 a devenit profesor la Liceul Kölcsey Ferenc din Budapesta. Între 1950 și 1955 a lucrat la Biblioteca Națională Széchényi, iar din 1950 a predat ca profesor asociat la Universitatea „Eötvös Loránd” din Budapesta. În perioada 1956-1975 a fost șef de departament la Institutul de Istorie Literară din cadrul Academiei Maghiare de Științe. Din 1968 și până la moartea sa a fost redactor al publicației Irodalomtörténeti Közlemények, revista Institutului de Istorie Literară.
În perioada 1961-1966 a predat istoria literaturii maghiare și literatura maghiară de la începuturi până la 1849 la Universitatea József Attila din Szeged. Nu a predat doar cursuri de istorie culturală și istorie literară, ci a lucrat și în cercetare alături de istorici literari precum István Károly Horváth, Jenő Koltay-Kastner, Előd Halász, Attilá Tamás și tânărul Mihály Ilia. A realizat studii literare importante referitoare la opera literară a scriitorilor György Bessenyei, Mihály Csokonai Vitéz, Ferenc Kölcsey și Károly Kisfaludy, dar a fost preocupat de întreaga literatură maghiară și de mai multe domenii ale literaturii universale. Publicarea ediției critice a tuturor operelor lui Ferenc Kölcsey este meritul său.
Lucrarea sa cea mai importantă este A magyar irodalom története (Istoria literaturii maghiare) în șase volume și cu aproape 5.000 de pagini. A contribuit în principal la primele trei volume care prezintă literatura maghiară de la începuturi până în 1849, elaborând capitolele referitoare la literatura din perioada iluminismului și romantismului și făcând parte din colegiul academic care a verificat întregul material. Multe studii ale lui Szauder sunt încă o bază fundamentală de studiu pentru studenții de la facultățile de filologie.
A fost decan al Facultății de Științe Umaniste din Szeged în anul universitar 1964-1965, încercând să creeze în acel oraș un mediu cultural înalt. Nereușind să realizeze ceea ce și-a propus s-a întors la Institutul de Istorie Literară din cadrul Academiei Maghiare de Științe. În 1970 a fost ales membru corespondent al Academiei Maghiare de Științe. Din 1971 până în 1975 a fost profesor invitat la Universitatea din Roma. Moartea lui a survenit brusc.

## Lucrări (selecție)
- Faludi [Ferenc] udvari embere [teză de doctorat] (1941)
- Magyar irodalom [în colaborare cu Tibor Klaniczay] (1950)
- Bessenyei György válogatott művei [editată de József Szauder] (1953)
- Bessenyei [György] [studii] (1953)
- Kölcsey Ferenc [studii] (1953, 1955)
- Kisfaludy Károly válogatott művei [editată de József Szauder] (1954, 1955)
- Kölcsey Ferenc összes művei [editată de József Szauder] (1960)
- A romantika útján [studii] (1961)
- Olasz irodalom – magyar irodalom [studii] (1963)
- Ciprus és obeliszk. Esszék cseh, francia, lengyel és olasz városokról és tájakról (1963)
- Kis magyar irodalomtörténet [în colaborare cu Tibor Klaniczay și cu Miklós Szabolcsi] (1961, 1962, 1965)
- „Dante a XIX. század magyar irodalmában”. În: Dante a középkor és a renaissance között [carte publicată cu ocazia aniversării a 700 de ani de la nașterea lui Dante] (1966)
- Kölcsey Ferenc kiadatlan írásai, 1809–1811 (1968)
- Az estve és az álom. Felvilágosodás és klasszicizmus [studiu] (1970)
- A magyar irodalom története 1849-ig [elaborată de un colectiv de autori] (1957, 1964, 1968, 1971)
- Irodalom és felvilágosodás [studii, editată de Andor Tarnai] (1974)
- Előszó ad Hass, alkoss, gyarapíts! Kölcsey-breviárium [note de Ferenc Szilágyi] (1975)
- Kövek és könyvek. Esszék Itáliáról (1977)
- Az éj és a csillagok. Tanulmányok Csokonairól (1980)
- Tavaszi és őszi utazások. Tanulmányok a XIX. század magyar irodalmáról (1980)

## Premii (selecție)
- Premiul Academiei Maghiare (1965)

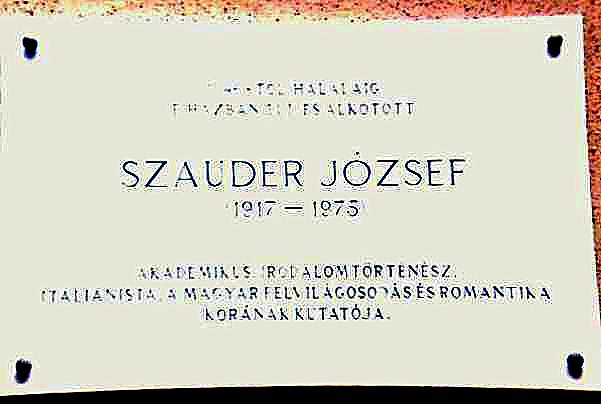
Placă memorială pe clădirea de pe Fő utca 37 din sectorul I al Budapestei.

- Premiul de stat clasa a II-a (1975) – pentru cercetarea literaturii maghiare din perioada iluminismului.

## Legături externe
- József Szauder pe situl Bibliotecii Electronice Maghiare
- Szauder József élete és munkássága